# Saint-Cirgues-de-Malbert

Saint-Cirgues-de-Malbert este o comună în departamentul Cantal, Franța. În 1 ianuarie 2022 avea o populație de 250 de locuitori.